# Jean-Christophe Novelli

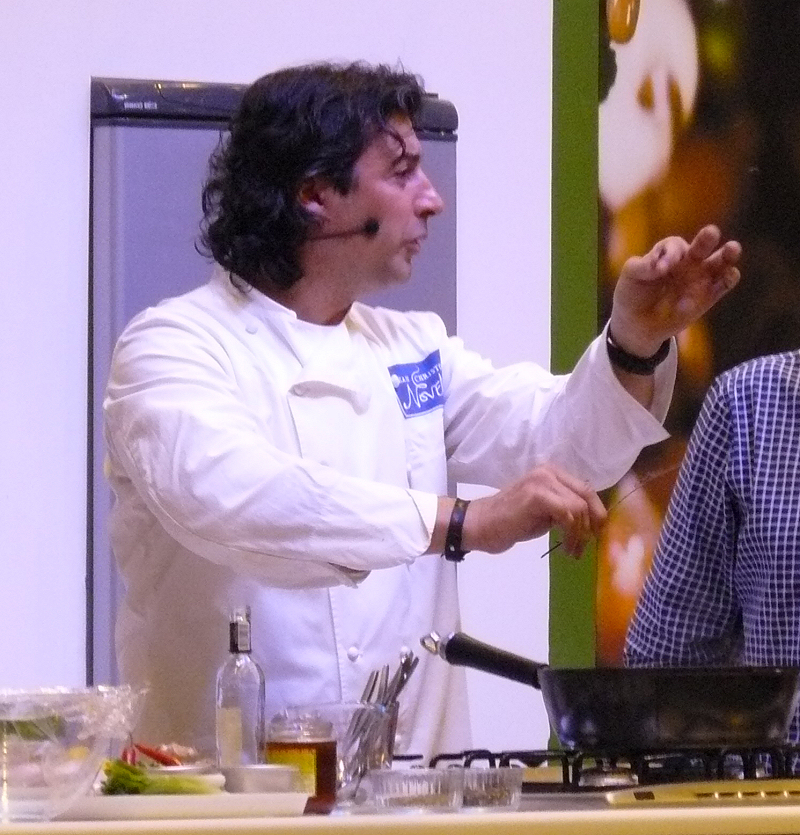
Jean-Christophe Novelli

Jean-Christophe Novelli, född 22 februari 1961, är en fransk flerfaldigt Michelin- och 5AA Rosette-belönad kock som driver restauranger runt om i världen.

## Biografi
Novelli föddes 1961 i en familj med italienska rötter i den nordfranska staden Arras. Vid fjorton års ålder började han arbeta i ett bageri, tills han 19 år gammal blev personlig kock åt Elie de Rothschild i Paris. 1983 flyttade han till Storbritannien för att driva Keith Floyds Maltster's Arms pub i Totnes, Devon. 1996 öppnade Novelli sin första restaurang Maison Novelli i Clerkenwell, London, följt av Novelli W8, Novelli EC1 och Les Saveurs i Mayfair. Flera restauranger i London, Paris och Sydafrika har startats sedan dess.